# Lee Jae-myung
Pour les articles homonymes, voir Lee.
Dans ce nom coréen, le nom de famille, Lee, précède le nom personnel.
Lee Jae-myung (en coréen : 이재명), né le 8 décembre 1963 à Andong (Gyeongsang du Nord), est un homme d'État sud-coréen, président de la république de Corée depuis le 4 juin 2025.
Avocat de profession, il est maire de Seongnam de 2010 à 2018, puis gouverneur de la province de Gyeonggi jusqu'en 2021.
Lors de l'élection présidentielle de 2022, candidat du Parti démocrate — alors au pouvoir et figure du progressisme en Corée du Sud —, il est battu par le conservateur Yoon Suk-yeol. En 2024, il est gravement blessé lors d'une tentative d'assassinat. Alors qu'il fait l'objet de plusieurs poursuites judiciaires, il remporte l'élection présidentielle de 2025, organisée après la destitution du président Yoon.

## Situation personnelle

### Jeunesse et études

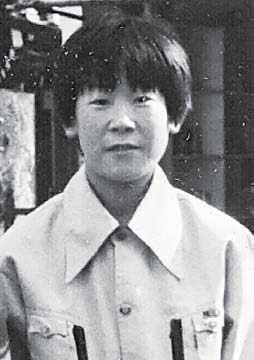
Lee Jae-myung en 1976, alors qu'il travaille dans une usine de Seongnam.

Lee Jae-myung naît le 8 décembre 1963 à Andong, dans la province du Gyeongsang du Nord, de parents très pauvres. À cause du système éducatif en Corée du Sud, il ne peut pas continuer ses études au collège et au lycée, non pris en charge par l'État. De plus, son père perd le peu d'argent que possède la famille Lee à des jeux d'argent, forçant cette dernière à fuir Andong pour Seongnam.
Bien que n'ayant pas l'âge requis pour travailler, il est néanmoins employé dans plusieurs usines de la région. Durant son adolescence, il est victime de plusieurs accidents de travail, laissant son bras handicapé de manière permanente,. Alors pris de pensées suicidaires, il prend néanmoins des cours du soir et obtient le diplôme du lycée après avoir étudié par ses propres moyens,.
Il entre ainsi à l'université Chung-Ang et suit des études de droit. Il passe le barreau en 1986 et se joint aux mouvements d'opposition contre le président et ancien militaire Chun Doo-hwan. Inspiré par Roh Moo-hyun, alors avocat, ainsi que son disciple Moon Jae-in, deux futurs présidents de la Corée du Sud, il se spécialise dans les droits humains.

### Vie privée
Lee Jae-myung est marié à Kim Hye-kyung depuis 1991 et a deux enfants.

## Parcours politique

### Maire de Seongnam et élection présidentielle de 2017
Après plusieurs désillusions dans sa carrière, Lee Jae-myung décide de se lancer dans la politique, pour changer la société, selon lui de manière plus efficace que par les mouvements sociaux. Il rejoint le Parti Uri, alors au pouvoir, et se présente sans succès à la course à la mairie de Seongnam en 2007. Il se représente en 2010, et s'empare cette fois de la mairie de la ville. Lors de son arrivée à la tête de la ville, il annonce un moratoire des dettes de la ville, afin de contribuer à des mouvements de protection sociale des habitants.
En 2017, il participe à la primaire du parti Minju pour devenir candidat à la présidence de la république de Corée du Sud à la suite de la destitution de la présidente Park Geun-hye. Il arrive en troisième place de cette primaire, derrière Moon Jae-in.

### Gouverneur de la province de Gyeonggi
Après sa défaite, Lee Jae-myung se présente en 2018 au poste de gouverneur de la province de Gyeonggi, qu'il remporte. Lors de la pandémie de Covid-19, il est félicité pour sa gestion de la crise, notamment dans la gestion des clusters dans les institutions religieuses.

### Élection présidentielle de 2022

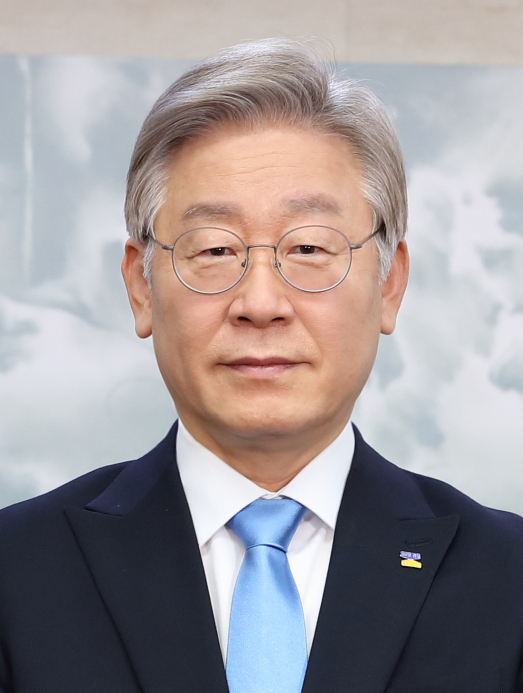
Portrait officiel de Lee Jae-myung pour l'élection présidentielle de 2022.

Lee Jae-myung annonce sa candidature à l'élection présidentielle sud-coréenne de 2022 représentant le Parti démocrate en juillet 2021. Le 10 octobre 2021, il est investi par le parti comme candidat officiel, et déclare dans son discours d'investiture vouloir une République de Corée plus égalitaire. Il est finalement battu de justesse et devient chef de l'opposition au président conservateur Yoon Suk-yeol. Le parquet émet en février 2023 un mandat d'arrêt à son encontre dans le cadre d'une enquête sur des allégations de corruption autour de projets de développement immobilier. Le Parti démocrate organise des manifestations pour protester contre ce qu'il perçoit comme un glissement autoritaire du gouvernement, les arrestations de responsables politiques d'opposition et de syndicalistes s'étant multipliées,.

### Tentative d'assassinat
Le 2 janvier 2024, Lee Jae-myung est poignardé au cou par un homme lors d'un déplacement politique à Busan, alors qu'il déambulait dans les rues accompagné de journalistes et partisans. L'agresseur, un agent immobilier en difficultés financières, l'a approché en demandant un autographe. Gravement blessé à la veine jugulaire interne, Lee Jae-myung est transporté à l'hôpital de Busan, puis à Séoul, où il est opéré pendant deux heures ; selon les médecins, un coup à l'artère carotide lui aurait été fatal. Cette tentative d'assassinat s'inscrit dans le cadre d'une brutalisation de la vie politique sud-coréenne contemporaine : ont notamment été attaqués le président du Parti démocrate Song Young-gil en 2022 et la dirigeante du parti conservateur Park Geun-hye en 2006.

### Élection présidentielle de 2025

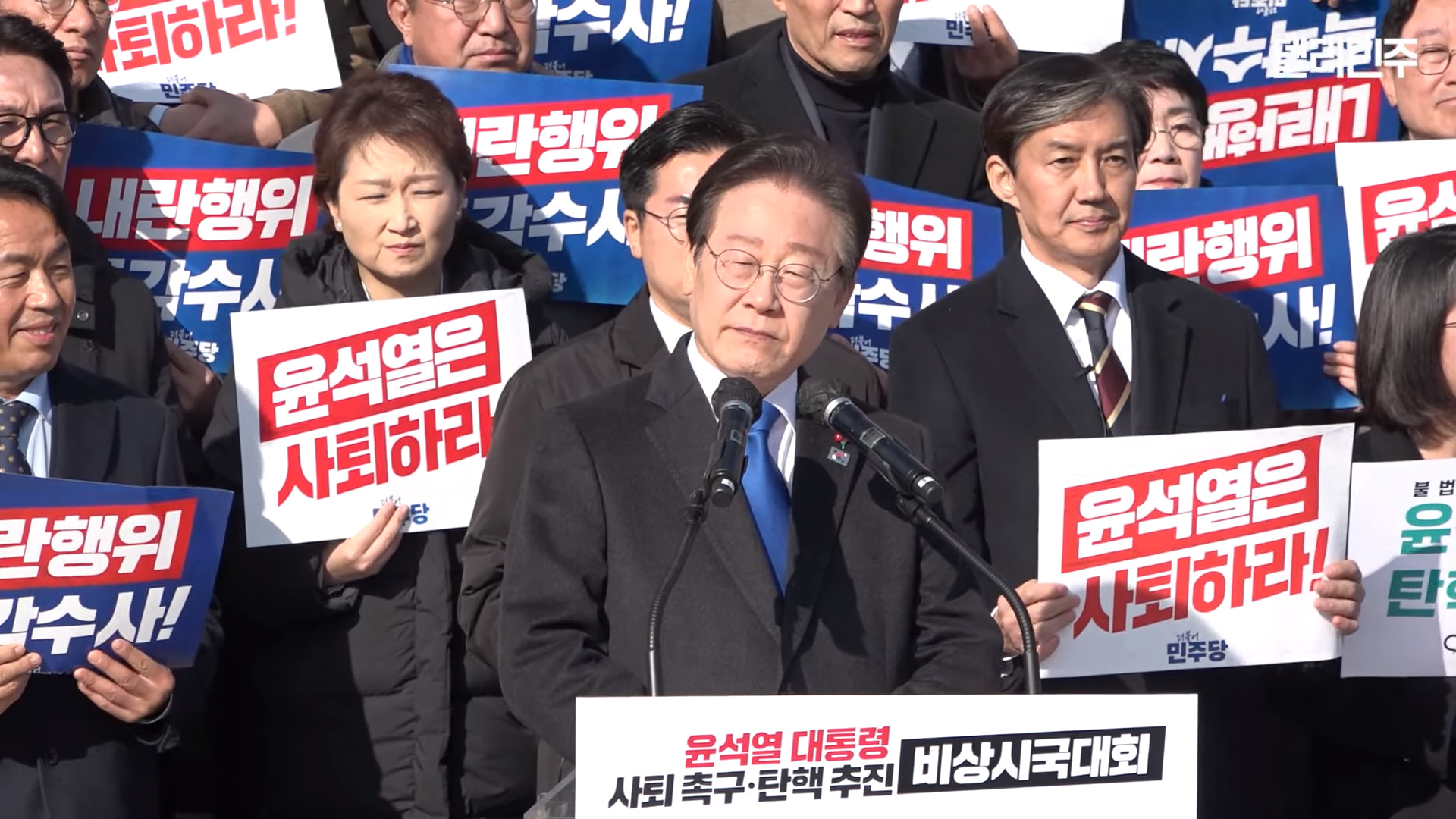
Appel de Lee Jae-myung à la démission du président Yoon Seok-youl le 4 décembre 2024, devant l'Assemblée nationale.

Lee Jae-myung est de nouveau candidat de son parti à l'élection présidentielle du 3 juin 2025, organisée de manière anticipée à la suite de la destitution du président Yoon Suk-yeol. Après le rôle important qu'il a joué dans la crise politique déclenchée avec la loi martiale décrétée le 3 décembre 2024 par l'ancien président destitué, Lee apparaît comme le favori de cette élection.
Reconnu coupable pour des faits liés à sa campagne présidentielle de 2022, il voit sa condamnation annulée par la cour d'appel de Séoul, ce qui lui permet de concourir à la présidence. Le 27 avril, il remporte la primaire du Parti démocrate avec 89,8 % des suffrages.
Lee Jae-myung remporte l'élection présidentielle avec 49,42 % des suffrages exprimés, face au candidat conservateur du Pouvoir au peuple Kim Moon-soo,,.

### Président de la république de Corée

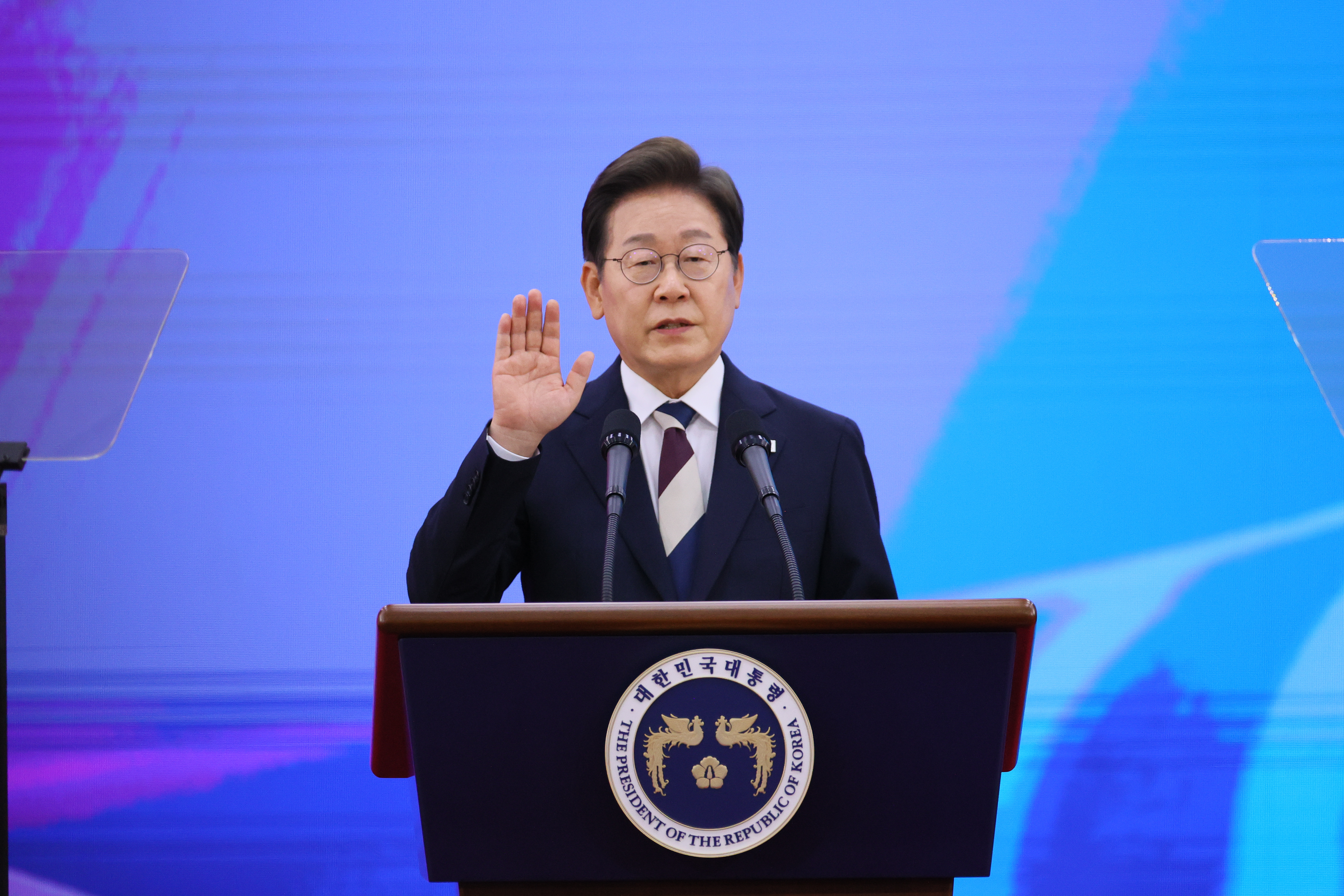
Lee Jae-myung lors de son investiture, le 4 juin 2025.

Du fait du caractère anticipé de son élection, Lee Jae-myung entre en fonction dès la certification des résultats par la commission électorale. Il est ainsi investi président de la république de Corée le 4 juin 2025 à 6 h 21 heure locale, succédant à Lee Ju-ho, qui assure l'intérim, et indirectement à Yoon Suk-yeol, destitué le 4 avril précédent. Conformément au protocole, il se rend peu après au cimetière national de Séoul.
Après sa prise de fonction, il désigne son directeur de campagne Kim Min-seok au poste de Premier ministre, et rejette la démission du gouvernement sortant, maintenant l'ensemble des ministres à l'exception du ministre de la Justice Park Sung-jae.

## Affaires judiciaires

### Infractions électorales et fausses déclarations
En novembre 2024, en première instance, Lee Jae-myung est condamné à un an d'emprisonnement avec sursis pour avoir fait de fausses déclarations, notamment lorsqu'il a nié connaître  Kim Moon-ki, un cadre impliqué dans un scandale immobilier lors de sa campagne présidentielle de 2022. Ce jugement a pris plus de deux ans à être rendu, contre six mois au maximum pour ce genre d'affaires, Lee Jae-myung ayant usé de tous les recours possibles.
Alors qu'il risquait de perdre son mandat de parlementaire et d'être rendu inéligible pour dix ans, la cour d'appel de Séoul le relaxe en mars 2025,,. Mais la Cour suprême de Corée casse cette décision le 1er mai 2025. Un nouveau procès est prévu pour le 18 juin 2025, ce qui permet à Lee de se présenter à l'élection présidentielle du 3 juin. Cependant, comme il a été élu, il bénéficie de l'immunité présidentielle même en cas de condamnation,.

### Autres affaires
Lee Jae-myung est poursuivi dans quatre autres affaires. Il est accusé d'autres faux témoignages, de corruption liée au projet immobilier de Daejang-dong, de participation à un transfert illégal de huit millions de dollars vers la Corée du Nord ainsi que de détournement de fonds pendant son mandat de gouverneur du Gyeonggi,,.

## Prises de position
Appartenant au courant progressiste du parti Minju, Lee Jae-myung se dit en faveur d'un revenu universel. Celui-ci constitue l'une de ses propositions phares pendant la campagne présidentielle, dans un pays où les dépenses sociales sont traditionnellement très faibles. Cette idée rencontre l'approbation de près de la moitié des Sud-Coréens selon les sondages mais est en revanche combattue par les journaux conservateurs, largement majoritaires dans le pays. Il annonce aussi vouloir favoriser l'accès aux logements pour les jeunes Coréens.
Lors de l'élection présidentielle de 2022, Lee s'est déclaré favorable aux lois anti-discrimination, mais opposé à l'abolition de la loi sur la sodomie dans l'armée et ne soutiendrait pas ouvertement la communauté LGBTQ. Cependant, il a récemment[Quand ?] déclaré qu'il s'opposait à l'adoption unilatérale de lois anti-discrimination protégeant les personnes LGBTQ sans consensus social, et qu'il ne les laisserait pas passer sous sa direction.